# Christine Schirrmacher
Christine Schirrmacher (* 2. Mai 1962 in Lörrach) ist eine deutsche Islamwissenschaftlerin, Autorin, Professorin und Beraterin in Islamfragen.

## Leben und Werk
Christine Schirrmacher studierte von 1982 bis 1985 Islamwissenschaft, Geschichte und Neuere Deutsche Literaturwissenschaft in Gießen und von 1985 bis 1988 Islamwissenschaft, Geschichte und Vergleichende Religionswissenschaft in Bonn. Sie schloss das Studium 1988 mit dem Grad eines Magister artium ab. Danach absolvierte sie in Bonn ein Promotionsstudium, wo sie 1991 zur christlich-islamischen Kontroverse im 19. und 20. Jahrhundert und zur Wirkungsgeschichte des sog. Barnabasevangeliums zum Dr. phil. in Islamwissenschaft promoviert wurde.
2012 habilitierte sie sich im Fachbereich Islamwissenschaft der Universität Bonn über das Thema „‚Es ist kein Zwang in der Religion‘ (Sure 2,256). Der Abfall vom Islam im Urteil zeitgenössischer islamischer Theologen. Diskurse zu Apostasie, Religionsfreiheit und Menschenrechten“.
Sie ist Professorin für Islamwissenschaft am Institut für Orient- und Asienwissenschaften der Universität Bonn sowie seit 2005 als Professorin für Islamische Studien an der Evangelisch-Theologischen Fakultät (ETF) in Leuven/Belgien. 2013/2014 hatte sie eine Professur am Institut für Humangeographie (Schwerpunkt Politische Geographie und Konfliktforschung) an der Tübinger Universität inne, 2013 und 2023/24 eine Vertretungsprofessur am Lehrstuhl Islamwissenschaft an der Universität Erfurt. Seit 2007 ist sie fortlaufend als Gastdozentin bei Landes- und Bundesbehörden der Sicherheitspolitik tätig und hält Inhouse-Seminare bei Bundesministerien und regierungsnahen Institutionen. Von 2003 bis 2015 war sie apl. Dozentin für Islamkunde an der Freien Theologischen Hochschule (FTH) Gießen.
Sie ist zudem wissenschaftliche Leiterin des Instituts für Islamfragen der Deutschen Evangelischen Allianz in Deutschland, Österreich, Schweiz und bis 2022 Mitglied deren Hauptvorstands.
Darüber hinaus ist sie
- Mitglied des Wissenschaftlichen Beirats des Bundes Deutscher Kriminalbeamter (BDK), Berlin,[8] sowie
- stimmberechtigtes Mitglied des Zentrumsrats des „Center for Advanced Security, Strategic and Integration Studies (CASSIS)“[9], Forschungszentrum der Rheinischen Friedrich-Wilhelms-Universität Bonn[10].
- Mitglied des Wissenschaftlichen Beirats des „Zentrum für Analyse und Forschung (ZAF)“ des Bundesamtes für Verfassungsschutz (BfV), Berlin[11].

Sie war seit 2020 Mitglied des Unabhängigen Expertenkreises Muslimfeindlichkeit (UEM), Berlin, berufen durch den Bundesminister des Innern. Der UEM sollte verschiedene Formen von Muslim- und Islamfeindlichkeit untersuchen und veröffentlichte nach einer knapp dreijährigen Tätigkeit Ende Juni 2023 einen Bericht mit Handlungsempfehlungen für Politik, Verwaltung und Gesellschaft. Im März 2024 wurde dieser durch das Bundesministerium des Innern und für Heimat unter Leitung von Nancy Faeser zurückgezogen, alle publizierten Kopieren „entsorgt“ und das Gremium aufgelöst. Zu den Gründen äußerte sich keines der ehemaligen Mitglieder des UEM öffentlich.
Von 2016 bis 2024 war sie Mitglied des Kuratoriums des „Deutschen Instituts für Menschenrechte“ (DIMR), von 2015 bis 2023 Mitglied des Wissenschaftlichen Beirats der Bundeszentrale für Politische Bildung (BpB), von 2000 bis 2023 Gastdozentin an der Akademie Auswärtiger Dienst des Auswärtigen Amtes und von 2006 bis 2022 Mitglied des Kuratoriums der Evangelischen Zentralstelle für Weltanschauungsfragen (EZW) der Evangelischen Kirche in Deutschland (EKD).
Gastvorlesungen sowie Studien- und Vortragsreisen führten sie in zahlreiche islamisch geprägte Länder. Schirrmacher ist (Stand 2017) an führenden Dialoginitiativen beteiligt wie Antwortschreiben auf den „Offenen Brief von 138 muslimischen Theologen an die Führer christlicher Kirchen“ (2007) und auf Einladung des „Yale Center for Faith and Culture“ der Yale University auch an der Nachfolgekonferenz „Loving God and Neighbor in Word and Deed: Implications for Muslims and Christians“ oder dem „Berlin Forum for Progressive Muslims“ (2011; 2013), einer Fachtagung der Friedrich-Ebert-Stiftung. Zudem war sie mehrfach als Gutachterin für den Ausschuss Menschenrechte und Humanitäre Hilfe des Deutschen Bundestages tätig.
Das von ihr geleitete Institut für Islamfragen kommt (Stand 2007) u. a. zu dem Ergebnis, dass heute kein islamisches Land Christen wirkliche Religionsfreiheit gewährt; siehe dazu auch den Weltverfolgungsindex. Vielmehr würden sie in zahlreichen Staaten sozial diskriminiert und bedrängt. Wer vom Islam zum Christentum konvertiert, werde z. T. sogar mit dem Tode bedroht (vgl. Apostasie im Islam). Auch Europa stehe im Zeitalter von Globalisierung und Migration vor neuen Herausforderungen. Dazu gehöre auch die Bewahrung der Religionsfreiheit als „ein Markenzeichen Europas“ (Tom Koenigs) im Rahmen der freiheitlich-demokratischen Grundordnung. Wer diese bekämpft, könne dafür aber keine Religionsfreiheit in Anspruch nehmen.

## Privates
Schirrmacher ist seit 1985 mit dem Theologen Thomas Schirrmacher verheiratet.

## Veröffentlichungen (Auswahl)

### Selbständige Publikationen
- mit Thomas Schirrmacher: „Prophet“ aus der Wüste: Mohammed. Schwengeler, Berneck 1984, ISBN 3-85666-283-9.
- Mit den Waffen des Gegners. Christlich-muslimische Kontroversen im 19. und 20. Jahrhundert. (Dissertation) Klaus-Schwarz-Verlag, Berlin 1992, ISBN 3-87997-247-8.
- Der Islam. Geschichte, Lehre, Unterschiede zum Christentum. Hänssler, Holzgerlingen 1994, Bd. 1 ISBN 3-7751-2132-3, Bd. 2 ISBN 3-7751-2133-1; 2003.
- Kleines Lexikon zur islamischen Familie. Hänssler, Holzgerlingen 2002.
- Herausforderung Islam. Der Islam zwischen Krieg und Frieden. Hänssler, Holzgerlingen 2002.
- mit Ursula Spuler-Stegemann: Frauen und die Scharia. Die Menschenrechte im Islam. Hugendubel, München 2004, ISBN 3-7205-2527-9.
- Der Islam. Eine Einführung. SJD, Lahr 2005, ISBN 3-501-05253-7.
- Islam und Christlicher Glaube. Ein Vergleich. Hänssler, Holzgerlingen 2006, ISBN 3-7751-3666-5.
- Islamische Menschenrechtserklärungen und ihre Kritiker. Einwände von Muslimen und Nichtmuslimen gegen die Allgültigkeit der Scharia. Institut für Rechtspolitik an der Universität, Trier 2007.
- Mord im „Namen der Ehre“ zwischen Migration und Tradition. Institut für Rechtspolitik an der Universität Trier, Trier 2007.
- Die Scharia. Recht und Gesetz im Islam. Hänssler, Holzgerlingen 2007, ISBN 978-3-7751-4657-9.
- Islamismus – Wenn Religion zu Politik wird. Hänssler, Holzgerlingen 2010, ISBN 978-3-7751-5259-4.
- Die Frage der Freiwilligkeit der islamischen Eheschließung: Schariarechtliche Vorgaben und gesellschaftliche Praxis unter Berücksichtigung des Phänomens der Zwangsheirat. Rechtspolitisches Forum – Legal Policy Forum, 61. Trier: Institut für Rechtspolitik an der Universität Trier, 2012 (PDF)
- Islam und Demokratie: Ein Gegensatz?. Hänssler, Holzgerlingen 2013, ISBN 978-3-7751-5451-2.[24]
- Unterdrückte Frauen. SCM Hänssler, Holzgerlingen 2014. ISBN 978-3-7751-5480-2.
- Friedensrichter, Streitschlichter, Schariagerichtshöfe: Ist die Rolle der Vermittler auf den säkularen Rechtsstaat übertragbar? (= Rechtspolitisches Forum – Legal Policy Forum. Bd. 62). Institut für Rechtspolitik an der Universität Trier, Trier 2013 (PDF).
- Politischer Islam und Demokratie: Konfliktfelder. SCM Hänssler, Holzgerlingen 2015, ISBN 978-3-7751-5655-4.
- Es ist kein Zwang in der Religion (Sure 2,256): Der Abfall vom Islam im Urteil zeitgenössischer islamischer Theologen. Diskurse zu Apostasie, Religionsfreiheit und Menschenrechten (Zugl. bearb. Fassung der Habilitationsschrift, Universität, Bonn 2012). Ergon-Verlag, Würzburg 2015, ISBN 978-3-95650-084-8.
- Die Frage der Freiwilligkeit der islamischen Eheschließung: Schariarechtliche Vorgaben und gesellschaftliche Praxis unter Berücksichtigung des Phänomens der Zwangsheirat. Rechtspolitisches Forum – Legal Policy Forum, 61. Trier: Institut für Rechtspolitik an der Universität Trier, 2012 (PDF).
- Politischer Islam und Demokratie: Konfliktfelder. Hänssler: Holzgerlingen 2015.
- L’islam. Histoire – Doctrines – Islam et Christianisme (Der Islam. Geschichte – Lehre – Unterschiede zum Christentum. Hänssler: Neuhausen, 1994/2003), 2 Bände. Charols/FR 2016.
- „Let there be no Compulsion in Religion“ (Sura 2:256). Apostasy from Islam as Judged by Contemporary Islamic Theologians. Discourses on Apostasy, Religious Freedom, and Human Rights. Wipf & Stock, Eugene/Oregon / VKW, Bonn 2016 (PDF).
- Political Islam: When Faith Turns Out to Be Politics. Verlag für Kultur und Wissenschaft: Bonn 2016, ISBN 978-3-86269-113-5.
- Arabischer Frühling, „Islamischer Staat“ (IS), Christen in Nahost und die Suche nach einer politischen Zukunft. Sonderdruck Nr. 12: Institut für Islamfragen, Bonn, 2016 (40 S.).
- mit Haggag Ali und Stephan Conermann (Hg.): Can Freedom Be Unlimited? Examples of Censorship in Middle Eastern Societies in the 19th and 20th Centuries. EB-Verlag: Berlin 2017, ISBN 978-3-86269-113-5.
- mit Harald Meyer und Ulrich Vollmer (Hg.): Die Bonner Orient- und Asienwissenschaften im 20. Jahrhundert: Repräsentanten und Meilensteine. Ostasien-Verlag: Gossenberg 2018.
- Islam and Democracy: Can They Be Reconciled?. Verlag für Kultur und Wissenschaft: Bonn, 2020, ISBN 978-3-86269-193-7.
- mit Thomas Schirrmacher: The Oppression of Women: Violence – Exploitation – Poverty. Verlag für Kultur und Wissenschaft: Bonn 2020, ISBN 978-3-86269-192-0.

### Aufsätze & Buchbeiträge
- The Influence of Higher Bible Criticism on Muslim Apologetics in the Nineteenth Century. In: Jacques Waardenburg: Muslim Perceptions of Other Religions. Oxford University Press, New York/Oxford 1999, S. 270–279.
- Islam und Säkularisierung: Dargestellt am Beispiel islamischer Menschenrechtserklärungen. In: Walter Schweidler (Hg.). Postsäkulare Gesellschaft: Perspektiven interdisziplinärer Forschung. Verlag Karl Alber, München 2007, S. 363–406.
- Rechtsvorstellungen im Islam. In: Horst Dreier, Eric Hilgendorf (Hg.). Kulturelle Identität als Grund und Grenze des Rechts: Akten der IVR-Tagung vom 28.–30. September 2006 in Würzburg. Nomos im Franz Steiner Verlag, Stuttgart 2008, S. 339–364.
- Schlaglichter zum Karikaturenstreit und Bilderverbot in islamischen Gesellschaften der Moderne. In: Eckhard Leuschner; Mark R. Hesslinger (Hg.): Das Bild Gottes in Judentum, Christentum und Islam – Vom Alten Testament bis zum Karikaturenstreit. Michael-Imhof Verlag, Petersberg 2009, S. 273–286.
- Konvertiten zum Islam: Je gläubiger – je radikaler? In: Reinhard Hempelmann (Hg.). Religionsdifferenzen und Religionsdialoge: Festschrift – 50 Jahre EZW. Berlin: Evangelische Zentralstelle für Weltanschauungsfragen, 2010, S. 133–149.
- Geistesgeschichtliche Ursprünge des Politischen Islam / Islamismus. In: Johannes Kandel: „Politischer Islam“ – „Islamismus“. Extremistische Islam-Varianten in der Diskussion 20.–22. Oktober 2011. Berlin Forum for Progressive Muslims. Friedrich Ebert Stiftung, Berlin 2012, S. 5–11 (www.fes.de/cgi-bin/gbv.cgi?id=09185&ty=pdf PDF).
- Die Rolle des Islamismus bei der Arabischen Revolution: Eine Momentaufnahme. In: Österreichisches Zentrum für Frieden und Konfliktlösung (Hrsg.): Zeitenwende in der Arabischen Welt – welche Antworten findet Europa? (= Dialog. Bd. 61). Lit, Wien 2012, S. 79–94.
- Schariarechtliche Auffassungen von Religionsfreiheit und Frauenrechten im Konflikt mit dem säkularen Rechtsstaat. In: „‚Der Islam‘ im modernen Rechtsstaat – Verwirklichung und Begrenzung religiöser Ansprüche im Rahmen der freiheitlichen demokratischen Grundordnung“, hg. vom Landesamt für Verfassungsschutz Hessen zum 60-jährigen Bestehen, Wiesbaden 2012.
- 50 Jahre Islam in Deutschland – Ist seine ‚Anerkennung‘ durch den deutschen Staat überfällig? In: Schritte in die Zukunft. Das Verhältnis von Staat und Kirche zu Beginn des 21. Jahrhunderts. Hg. von der Akademie für Politik und Zeitgeschichte/Hanns-Seidel-Stiftung, München 2012, S. 87–97.
- Ein „islamisches“ Phänomen? Die Schreckensherrschaft des „Islamischen Staates“ (IS) in Irak und Syrien. In: Neue Gesellschaft/Frankfurter Hefte. 11/2014, S. 45–48.
- Islam in Deutschland – Deutschland herausgefordert?. In: Eckhard Jesse; Tilman Mayer (Hg.): Deutschland herausgefordert. Schriftenreihe der Gesellschaft für Deutschlandforschung 105. Duncker & Humblot: Berlin 2014, S. 187–209.
- Diskurse zu Menschen- und Freiheitsrechten in islamisch geprägten Gesellschaften. Schlaglichter einer breit gefächerten Debatte. In: Michael Reder, Maria-Daria Cojocaru (Hrsg.): Zur Praxis der Menschenrechte. Formen, Potenziale und Widersprüche. Kohlhammer, Stuttgart 2015, S. 133–155.
- Religiöse Wurzeln und Perspektiven: Islam. In: Anna Goppel; Corinna Mieth; Christian Neuhäuser (Hg.): Handbuch Gerechtigkeit. J. B. Metzler: Berlin 2016, S. 41–46.
- „Sünd’ und Hölle mag sich grämen“: Tod und Leben im Koran und in der Bibel. In: Thomas A. Seidel; Ulrich Schacht (Hg.): Tod, wo ist dein Stachel? Todesfurcht und Lebenslust im Christentum. Ev. Verlagsanstalt: Leipzig 2017, S. 83–110.
- Der Geisterklub der Bonner Universität – Zirkel schwarzer Magie oder professorale Ideenbörse? In: Jeanine Bischoff; Petra Maurer; Charles Ramble (Hg.): On a Day of a Month of the Fire Bird Year. Festschrift for Peter Schwieger on Occasion of his 65th Birthday. Bonn 2017, S. 587–604.
- Identitätsfragen – Identitätsunsicherheiten  – gefährdende Identitätsanker: Klärungen und Positionierungen in Europa und für Europa. In: Andreas Hermes Kick (Hg.): Identität. Identitätssuche in einer sich wandelnden Welt: Wozu Identität? Reihe Affekt – Emotion – Ethik, Bd. 17: Veröffentlichungen des Instituts für medizinische Ethik, Grundlagen und Methoden der Psychotherapie und Gesundheitskultur Mannheim. Lit Verlag: Berlin 2017, S. 61–83.
- Der „Islamische Staat“ (IS), die Proklamation des Kalifats und der Krieg gegen die nicht-muslimischen Gemeinschaften: Hintergründe der gegenwärtigen Neuordnung des Nahen Ostens. In: Dorothea Weltecke (Hg.): Neue Aramäische Studien (= Schola Nisibin – Beṯ Sefro da-Nsibin Bd. 1). Forschungsstelle für Aramäische Studien der Universität Frankfurt. Peter Lang: Frankfurt 2017, S. 333–354.
- Die Attraktivität des Dschihadismus für Jugendliche in Europa: Ursachen – Erklärungsmodelle – Gegenmaßnahmen. In: Uwe Backes; Alexander Gallus; Eckhard Jesse (Hg.): Jahrbuch Extremismus und Demokratie 29/2017. Nomos: Baden-Baden 2017, S. 43–67.
- Freedom or Censorship: Opposites? Discourses on Freedom, Freedom of Religion, and Freedom of Belief in Middle Eastern Societies of the 20th Century In: Christine Schirrmacher; Haggag Ali; Stephan Conermann (Hg.): Can Freedom Be Unlimited? Examples of Censorship in Middle Eastern Societies in the 19th and 20th Centuries. EB-Verlag: Berlin 2017, S. 19–46.
- Leihmutterschaft – Schwangerschaftsabbruch – Organtransplantation. Innerislamische Debatten zur Bioethik im Spiegel der Globalisierung der Medizin. In: Thomas Bahne; Katharina Waldner (Hg.): Die Perfektionierung des Menschen? Religiöse und ethische Perspektiven. Vorlesungen des Interdisziplinären Forums Religion der Universität Erfurt, Bd. 13. Aschendorff: Münster 2018, S. 197–214.
- Marie Kahle (1893–1948): Bonner Professorengattin, Pädagogin und Gegnerin des NS-Regimes. In: Andrea Stieldorf; Ursula Mättig; Ines Neffen (Hg.): Doch plötzlich jetzt emanzipiert will Wissenschaft sie treiben. Frauen an der Universität Bonn (1818–2018). V&R Unipress: Göttingen 2018, S. 137–164.
- Die Verurteilung der Demokratie als ‘Religion der Vielgötterei‘: Der salafistische Diskurs Abu Muhammad al-Maqdisis (geb. 1959). In: Lutz Haarmann; Robert Meyer; Julia Reuschenbach (Hg.): Von der Bonner zur Berliner Republik. Politik im Spiegel praktischer Wissenschaft. Festschrift für Tilman Mayer zum 65. Geburtstag. Nomos: Baden-Baden 2018, S. 113–126.
- Paul Kahle (1875–1964): Theologe und Orientalist in den Speichen der NS-Diktatur. In: Harald Meyer; Christine Schirrmacher; Klaus Vollmer (Hg.): Die Bonner Orient- und Asienwissenschaften im 20. Jahrhundert: Repräsentanten und Meilensteine. Gossenberg 2018, S. 85–116.
- Die Rolle der Frauen im Islamismus. In: Dossier Islamismus. Bundeszentrale für Politische Bildung, 4. Mai 2018 (PDF).
- Der Umgang mit IS-Rückkehrerinnen: Neuland für unsere Gesellschaft und ihre Institutionen. In: Dossier Islamismus. Bundeszentrale für Politische Bildung, 4. Mai 2018 (PDF).
- „Herr! Bewahre uns vor der Strafe des Höllenfeuers“ (Sure 2,201): Gericht und Hölle im Kontext von Koran, islamischer Theologie und Salafismus. In: Konrad Paul Liessmann (Hg.): Die Hölle. Kulturen des Unerträglichen. Philosophicum Lech, Bd. 22. Paul Zsolnay Verlag: Wien 2019, S. 39–63.
- Leaving Islam. In: Daniel Enstedt; Göran Larsson; Teemu T. Mantsinen (Hg.): Handbook of Leaving Religion. Brill Handbooks on Contemporary Religion. E. J. Brill: Leiden 2020, S. 81–95.
- Naher Osten. In: Michael G. Festl (Hg.). Handbuch Liberalismus. J. B. Metzler/Springer: Stuttgart/Berlin, 2021, S. 491-498 (auszugsweiser Nachdruck).
- „God Created Them from a Single Soul“ (Surah 4:1). The Creation of the World and the Creation of Man: Apologetic Argument for the Equality of Women in Feminist Qur’ānic Exegesis. In: Marion Gymnich; Julia A. B. Hegewald (Hg.). Images and Stories of the Origins of the World and of Humankind. Mohr Siebeck: Tübingen, 2024, S. 355–376.
- Islamkritik, Islamophobie, Muslimfeindlichkeit oder antimuslimischer Rassismus? Zum Problem von Begrifflichkeiten und Schuldzuweisungen in der deutschen Islam-Debatte. In: Evangelische Verantwortung 1+2/2024, S. 3–11.
- Paul Kahle’s Wrong Career Choice? The Study of Theology and Service of a Pastor as Indispensable Prerequisites for Paul Kahle’s Career as a World-Class Researcher. In: Historical Interactions of Religious Cultures (HIReC) 1, No. 2/2024, S. 450–468.
- Representatives of Progressive Qur’ān Hermeneutics in the West. In: Georges Tamer (Hg.). Handbook of Qur’ānic Hermeneutics, Vol. 5: Contemporary Qur’anic Hermeneutics. Walter de Gruyter: Berlin 2025, S. 493–520.